# روني كارول
روني كارول (بالإنجليزية: Ronnie Carroll)‏ هو مقدم تلفزيوني ومغني وسياسي بريطاني، ولد في 18 أغسطس 1934 في بلفاست في المملكة المتحدة، وتوفي في 13 أبريل 2015 في لندن في المملكة المتحدة.

## روابط خارجية
- روني كارول على موقع IMDb (الإنجليزية)
- روني كارول على موقع ميوزك برينز (الإنجليزية)
- روني كارول على موقع أول ميوزيك (الإنجليزية)
- روني كارول على موقع ديسكوغز (الإنجليزية)
- روني كارول على موقع قاعدة بيانات الفيلم (الإنجليزية)